# Plan de excelencia / Tiempos de guerra
Plan de excelencia / Tiempos de guerra es un mini-EP de la banda córdobesa de indie pop Deneuve.
Fue publicado en 2004 por la discográfica Grabaciones en el mar en una edición limitada y numerada de 700 copias e incluía dos canciones: Plan de excelencia y Tiempos de guerra que finalmente no se incluirían en el álbum El adiós salvaje publicado unos meses después.

## Lista de canciones
1. Plan de excelencia
2. Tiempos de guerra